# 캡틴 아메리카: 슈퍼 솔저
《캡틴 아메리카: 슈퍼 솔저》(Captain America: Super Soldier)는 2011년 출시된 액션 어드벤처 게임으로, 영화 《퍼스트 어벤져》를 기반으로 나온 작품이다.

## 성우진
- 크리스 에반스 - 캡틴 아메리카 / 스티브 로저스
- 서배스천 스탠 - 버키 반스
- 닐 맥도너 - 덤덤 듀건
- JJ 필드 - 제임스 몽고메리 팰즈워스
- 헤일리 앳웰 - 페기 카터
- 키스 퍼거슨 - 레드 스컬
- 안드레 솔리우초 - 아르님 졸라
- 카이 울프 - 폰스트러커 남작
- 스티브 블룸 - 제모 남작
- 오드리 왜실루스키 - 마담 히드라
- 마이클 도너번 - 아이언 크로스, 연합군, 히드라군
- 리엄 오브라이언 - 하워드 스타크

## 평가
| 평론 점수 평론사 점수 PS3 Wii 엑스박스 360 게임스팟 6.5/10 [ 1 ] 6.0/10 [ 2 ] 6.5/10 [ 3 ] IGN 5/10 [ 4 ] 5.5/10 [ 5 ] 5/10 [ 4 ] 통합 점수 메타크리틱 61/100 [ 6 ] 57/100 [ 7 ] 60/100 [ 8 ] |        |        |              |
| 평론 점수 |        |        |              |
| 평론사 | 점수   | 점수   | 점수         |
| 평론사 | PS3    | Wii    | 엑스박스 360 |
| 게임스팟 | 6.5/10 | 6.0/10 | 6.5/10       |
| IGN | 5/10   | 5.5/10 | 5/10         |
| 통합 점수 |        |        |              |
| 메타크리틱 | 61/100 | 57/100 | 60/100       |